# Суботица (городское поселение)
Суботица (серб. Град Суботица) — городское поселение в Сербии, входит в Северно-Бачский округ.
Население городского поселения составляет 145 752 человека (2007 год), плотность населения составляет 145 чел./км². Занимаемая площадь — 1007 км², из них 87,1 % используется в промышленных целях.
Административный центр городского поселения — город Суботица. Городское поселение Суботица состоит из 19 населённых пунктов, средняя площадь населённого пункта — 53 км².

## Статистика населения
| Год   | Население, чел. |
| ----- | --------------- |
| 1991* | 147 100         |
| 2001  | 148 281         |
| 2002* | 148 346         |
| 2003  | 147 700         |
| 2004  | 147 254         |
| 2005  | 146 765         |
| 2006  | 146 238         |
| 2007  | 145 752         |
| 2011* | 141 551         |